# 1816 aux États-Unis
Pour des articles plus généraux, voir Chronologie des États-Unis et 1816.
Chronologie des États-Unis
- 1812
- 1813
- 1814
- 1815
- 1816
- 1817
- 1818
- 1819
- 1820

Cette page concerne des événements d'actualité qui se sont produits durant l'année 1816 du calendrier grégorien aux États-Unis.

## Gouvernement
- Président : James Madison (Républicain-Démocrate)
- Vice-président : Vacant
- Secrétaire d'État  : James Monroe (Républicain-Démocrate)
- Chambre des représentants - Président :  Henry Clay (Républicain-Démocrate)

## Événements
- 10 avril : loi adoptant la charte de la Second Bank of the United States[1].
- 11 avril : à Philadelphie, Richard Allen fonde l'Église épiscopale méthodiste africaine, qu'on appelle communément AME Church (African Methodist Episcopal Church) ; église méthodiste composée de plusieurs congrégations méthodistes noires qui veulent se séparer des églises méthodistes blanches.
- 27 avril : le Dallas tariff (en),  (droit de douane), est imposé par le Congrès des États-Unis qui  cherche à protéger la production américaine contre un afflux de marchandises britanniques à meilleur marché[2],[3].
- 27 juillet : le fort Séminole d'Apalachicola est rasé par les Américains[4].
- Novembre : élection présidentielle américaine de 1816 : le républicain démocrate James Monroe est élu président des États-Unis après avoir battu Rufus King, sénateur de New York, soutenu par le Parti fédéraliste.

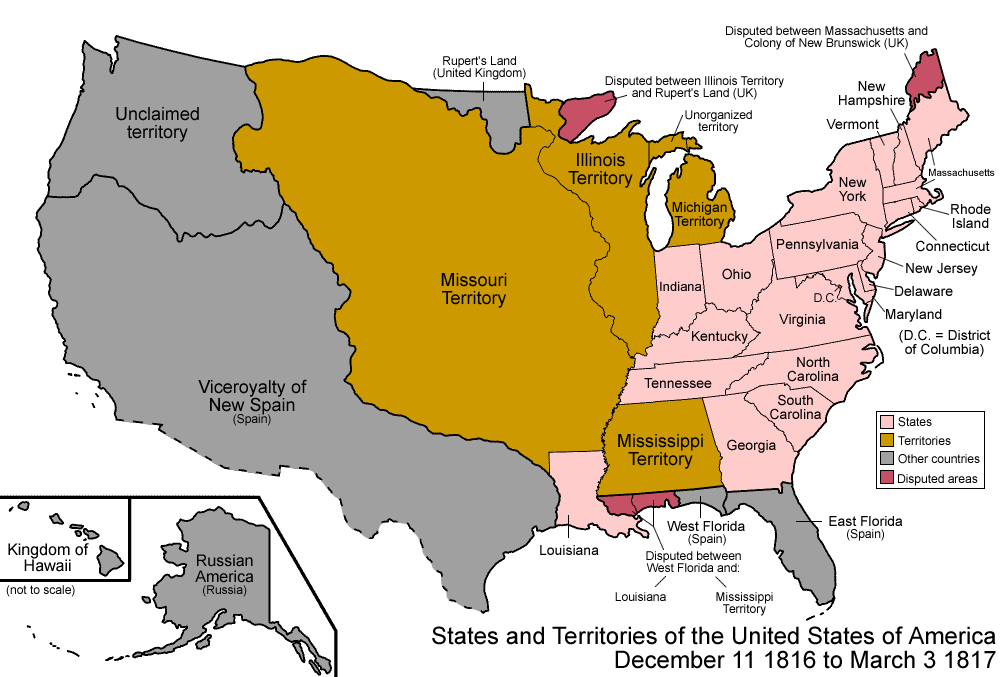
11 décembre 1816 - 3 mars 1817

- 11 décembre : la portion sud du Territoire de l'Indiana devient le 19e État, l'Indiana. Le reste du territoire devient non-organisé[5].

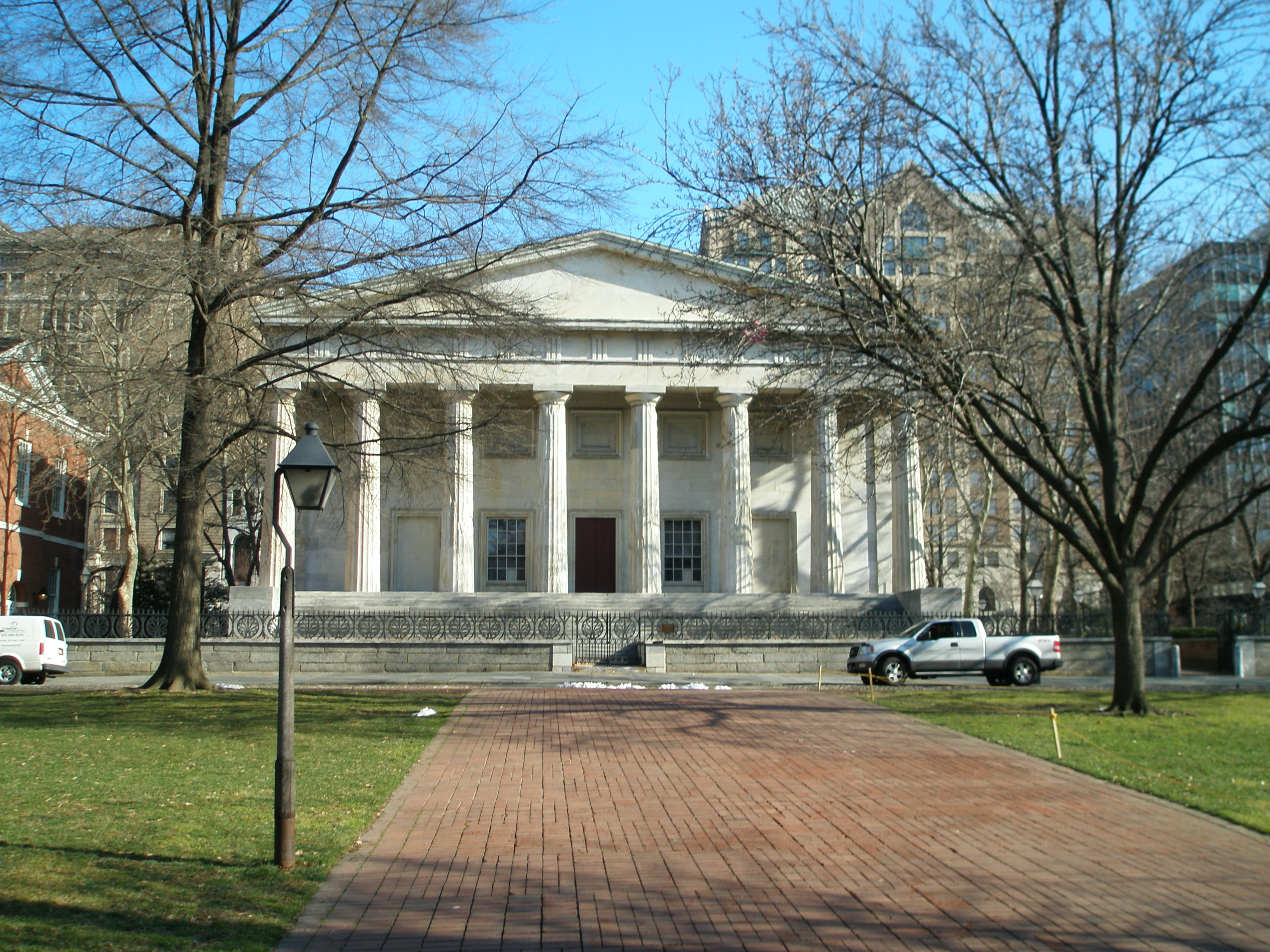
Second Bank of the United States

## Naissances
- 4 août : Russell Sage, (décède le 22 juillet 1906), était un financier et homme politique de New York. Il est né à Verona dans le comté d'Oneida.

#### Articles généraux
- Histoire des États-Unis de 1776 à 1865
- Évolution territoriale des États-Unis
- Première Guerre séminole

#### Articles sur l'année 1816 aux États-Unis
- Année sans été